# ハーバッハ
ハーバッハ (ドイツ語: Habach) はドイツ連邦共和国バイエルン州オーバーバイエルン行政管区のヴァイルハイム＝ショーンガウ郡に属す町村（以下、本項では便宜上「町」と記述する）で、ハーバッハ行政共同体の本部所在地である。

## 地理
ハーバッハはオーバーラント地方に位置する。

### 自治体の構成
この町は、公式には 8つの地区 (Ort) からなる。このうち小集落や孤立農場などを除く集落を以下に列記する。
- デュルンハウゼン
- ハーバッハ

## 歴史
ハーバッハは、983年頃の聖ウルリヒの年代記に初めて登場する。聖ウルリヒに捧げられた修道院はアウクスブルクの聖堂参事会員で後に司教となるホーエンヴァルト伯ノルベルトによって、11世紀に、おそらくは修道参事会として設立された。1330年4月23日に皇帝ルートヴィヒ4世は、ハーバッハに対してオーバーバイエルンの他の16の修道院と同様にホーフマルクの運営権を授けた。ハーバッハはバイエルン選帝侯領のミュンヘン会計局およびヴァイルハイム地方裁判所に属した。ハーバッハ修道院とその開放ホーフマルクは、1802年に世俗化された。ハーバッハとデュルンハウゼンは自治体ハーバッハを形成した。1978年、バイエルン州の市町村再編に伴い、アントドルフ、ジンデルスドルフ、オーバーゼッヒャーリングとともにハーバッハ行政共同体が組織された。

### 人口推移
- 1970年 567人
- 1987年 723人
- 2000年 895人
- 2005年 1,000人を突破した。

## 行政
2002年から2008年までヨーゼフ・ノイナー（無所属）が町長を務めていた。2008年5月1日にミヒャエル・シュトロープル・ジュニア (Unabhängige Wählergemeinschaft) がこの職を引き継いだ。

## 人物
- ハンス・デンク（1495年 - 1527年）神学者、最初期の再洗礼派信者

## 引用
1. ↑  https://www.statistikdaten.bayern.de/genesis/online?operation=result&code=12411-003r&leerzeilen=false&language=de Genesis-Online-Datenbank des Bayerischen Landesamtes für Statistik Tabelle 12411-003r Fortschreibung des Bevölkerungsstandes: Gemeinden, Stichtag (Einwohnerzahlen auf Grundlage des Zensus 2011)
2. ↑  Bayerische Landesbibliothek Online